# Palaia-guarda-la-vida
La palaia-guarda-la-vida o palaia falsa (Citharus linguatula) és una espècie de peix pertanyent a la família dels citàrids i l'única del gènere Citharus.

## Etimologia
Citharus prové del llatí cithara (cítara).

## Descripció
És un peix pla de cos allargat i comprimit, cobert d'escates grosses i poc adherents, en nombre d'unes 50 sobre la línia longitudinal màxima. El perfil superior del cap és còncau, i el musell és una mica més llarg que el diàmetre ocular màxim. Els ulls estan sobre el costat esquerre (el superior un poc més avançat que l'inferior). La boca és ampla i forma un angle proper a 45° amb l'eix del cos. El maxil·lar no arriba a l'altura del marge posterior dels ulls. La mandíbula és prominent i a la símfisi hi té una punteta dirigida cap avall. L'aleta dorsal té de 64 a 73 radis, dels quals els 3 o 4 primers són simples i la resta són bífids; els primers 6 a 8 estan inserits sobre el costat cec. Els radis de l'aleta anal, de les ventrals i de la caudal també són bífids. El cos és de color de palla clar o gris blanquinós translúcid, les escates tenen el marge fosc i el musell és brunenc. Normalment hi ha una taqueta bruna o negra sobre el marge del cos vora l'extrem posterior de les aletes dorsal i l'anal. No supera els 25-30 cm de longitud total màxima, tot i que la seua mida normal és de 15 cm.

## Alimentació i depredadors
Es nodreix de peixets i crustacis i el seu nivell tròfic és de 3,97. És depredat pel lluç europeu (Merluccius merluccius), a l'Estat espanyol per la lluerna rossa (Chelidonichthys lucernus) i la rata (Uranoscopus scaber), i a Portugal pel gall (Zeus faber).

## Hàbitat i distribució geogràfica
És un peix marí, demersal i de clima subtropical, el qual viu sobre els fons fangosos de la plataforma continental i sobre l'inici del talús continental fins a uns 300 m de fondària. Habita a la mar Mediterrània (la mar Catalana, França -incloent-hi Còrsega-, Itàlia, Eslovènia, Croàcia, Albània, Grècia, la mar Egea, la mar de Màrmara, Turquia, Síria, Malta, Egipte i Algèria) i l'Atlàntic oriental (la mar Cantàbrica, l'Estat espanyol, Portugal, el Marroc, Mauritània, Cap Verd, el corrent de Guinea, Guinea Bissau, Guinea, Sierra Leone, Ghana, el Gabon, el corrent de Benguela, Angola i, possiblement també, Namíbia).

## Observacions
És inofensiu per als humans i el seu índex de vulnerabilitat és moderat (36 de 100).